# Nixéville-Blercourt
Nixéville-Blercourt település Franciaországban, Meuse megyében. Lakosainak száma 502 fő (2022. január 1.). Nixéville-Blercourt Brocourt-en-Argonne, Jouy-en-Argonne, Landrecourt-Lempire, Sivry-la-Perche, Les Souhesmes-Rampont és Verdun községekkel határos.

## Népesség
A település népességének változása:
| Lakosok száma | 472  | 485  | 506  | 494  | 496  | 491  | 493  | 498  | 502  |
|               | 2013 | 2015 | 2016 | 2017 | 2018 | 2019 | 2020 | 2021 | 2022 |